# プレイター

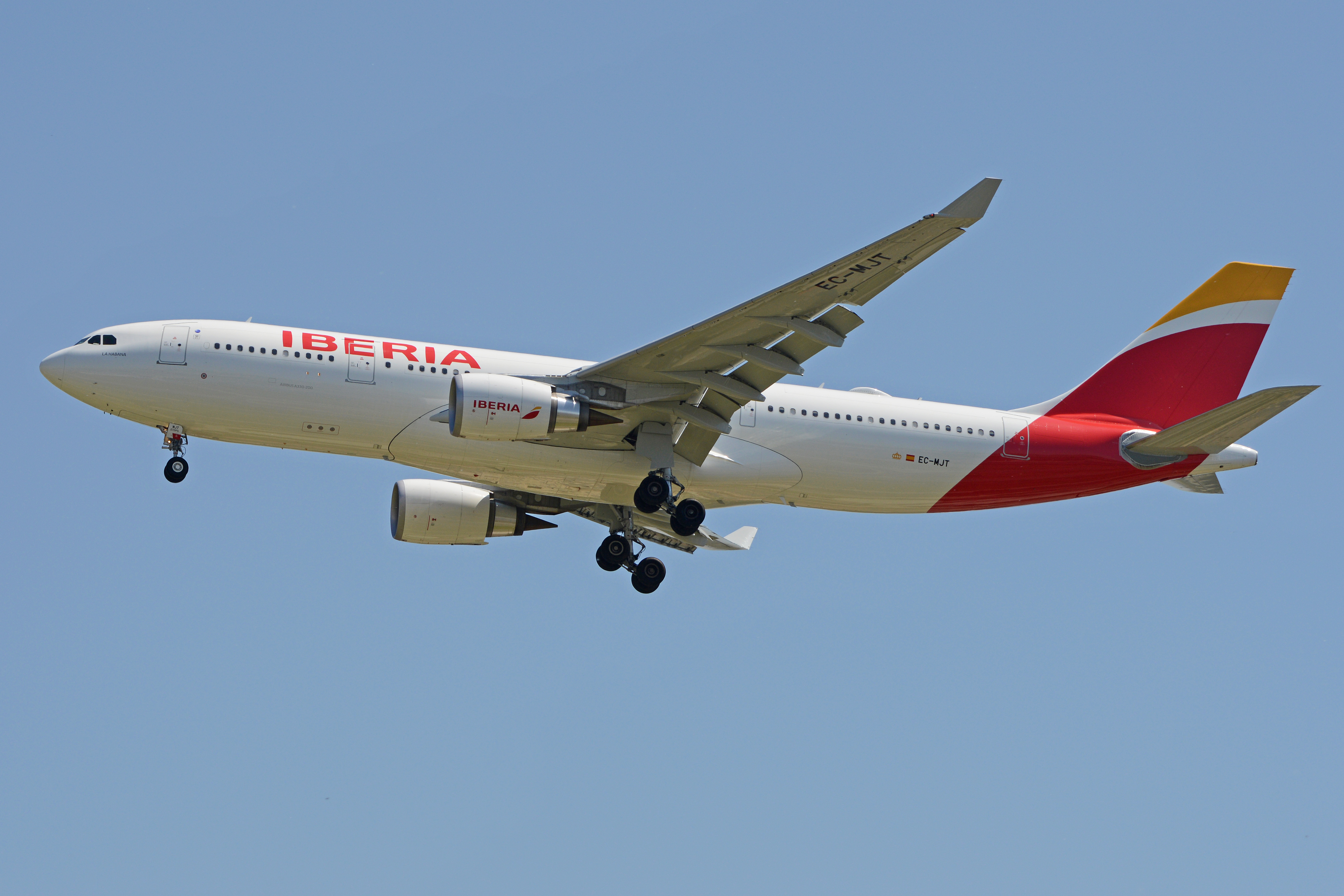
2020年にプレイターとして運用されていたイベリア航空のエアバスA330

プレイター（英語: preighter）とは、客室に貨物を積み込むことで一時的に貨物機として使用される旅客機のことである。"preighter"という単語は"passanger"（旅客）と"freighter"（貨物機）のかばん語で、ルフトハンザドイツ航空のCarsten Spohrによって考案された。新型コロナウイルス感染症の拡大に対応する際に使用されるようになった。

## 歴史

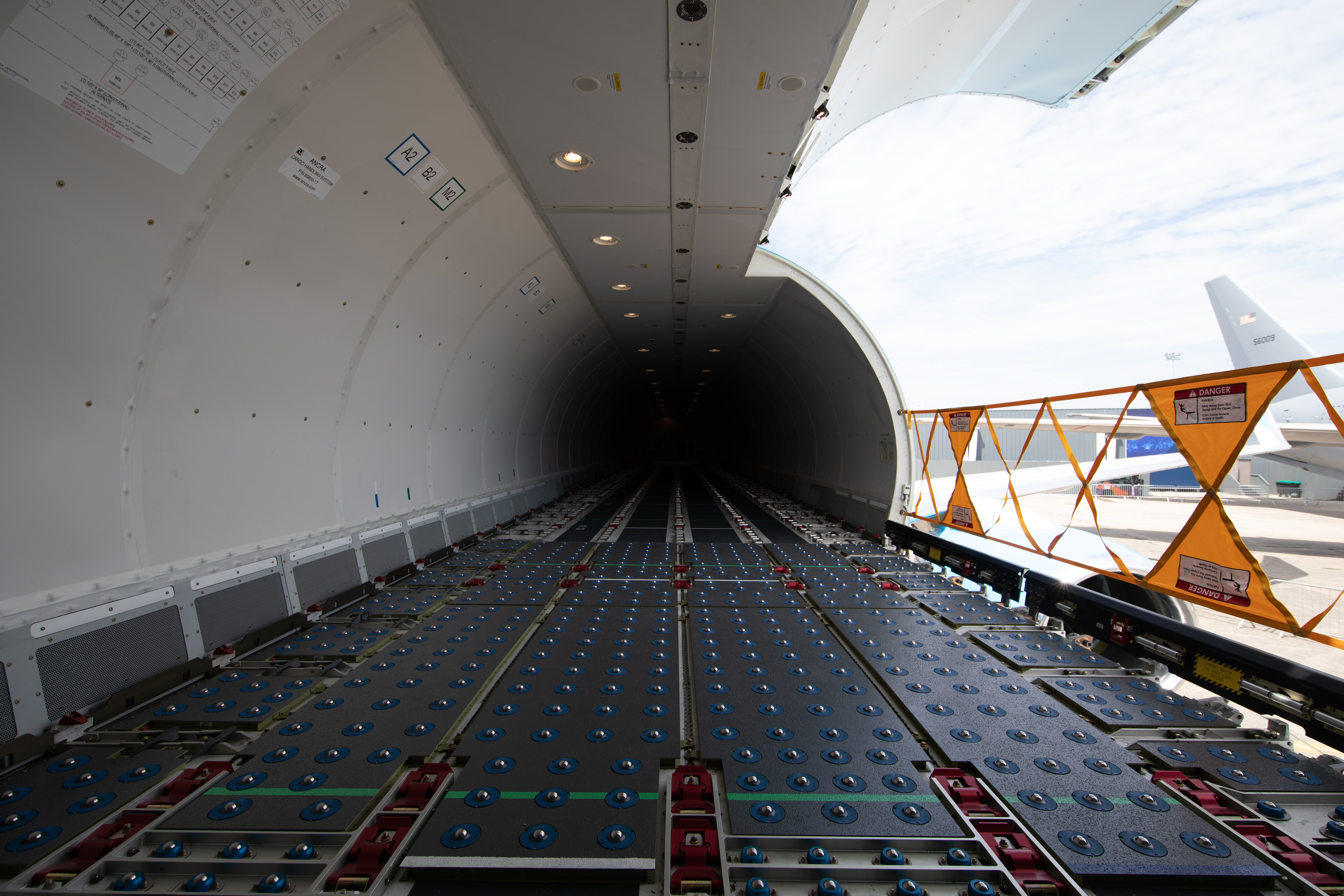
旅客機から改造された貨物専用機（2019年）。専用機の内部は旅客機と構造が大きく異なるため、改造には時間を要する。

新型コロナウイルス感染症（COVID-19）のパンデミック以前、世界の航空貨物の半数は旅客便の胴体部分（ベリー）に搭載して輸送されていた。特に大西洋路線ではベリーに搭載される貨物の割合が80%に上っていた。しかし、パンデミックによって多くの旅客便が欠航したことでベリーを用いた貨物輸送力が減少し、貨物専用機だけでは貨物需要に応えることが出来ず、航空貨物の運賃が上昇した
。
旅客機を貨物機に改造することは可能だが、改造作業には時間が掛かり、時には数年を要することもある。一方で、客室に貨物を搭載するだけなら改造不要で迅速に路線に投入できる。
前述したような貨物輸送力の減少に加え、COVID-19対策のためマスクなど嵩張る個人防護具の輸送需要が高まったこともあり、輸送重量より輸送空間が必要となり、欠航により使用されていない旅客機の客室空間を一時的に貨物機積載空間として利用されるようになったものがプレイターである。プレイターは郵便、医薬品、工具など他の貨物の輸送にも用いられるようになった。

## 運用と問題
プレイターでは、座席を一時的に撤去して貨物を搭載するケースと、梱包した貨物を座席の上に搭載するケースがある。COVID-19による混乱期には、世界中で少なくとも200機の旅客機が座席の一部または大半を取り外す改造を施され、プレイターとして運用されていた。
座席をそのまま使用する場合、貨物は座席の間や荷物入れ（オーバーヘッドビン）に収納される。座席が撤去された場合ではストラップで固定することも可能である。格納場所・方法は貨物の種類によって制限がある。
航空機の本来の設計と異なる方法で貨物を運ぶ場合、特に座席の取り外しなどを伴う場合は、航空機が運航される地域の規制当局による承認が必要となる。国際航空運送協会（IATA）は全ての場合において包括的な安全性評価が完了するように勧告している。また、2021年にヨーロッパの規制当局（EASA）は、航空会社が火災リスクが増加する可能性を過小評価してしまうことを懸念し、プレイターの飛行時間の制限を行った
。
プレイターには貨物用のドアがないため、積み下ろし作業は航空会社か空港のスタッフによる人力で行う必要があり、貨物専用機に比べると時間と手間が掛かる。場合によってはグランドハンドリングスタッフに多大なる肉体的な負担を強いることになる。